# باربارا ماتیچ
باربارا ماتیچ (کرواتی: Barbara Matić؛ زادهٔ ۳ دسامبر ۱۹۹۴) جودوکار زن اهل کرواسی است.